# Puchar UEFA (2000/2001)
Puchar UEFA 2000/2001 (ang. 2000–2001 UEFA Cup) – 30. edycja międzynarodowego klubowego turnieju piłki nożnej Puchar UEFA, zorganizowana przez Unię Europejskich Związków Piłkarskich w terminie 8 sierpnia 2000 – 16 maja 2001. W rozgrywkach zwyciężyła drużyna Liverpool F.C..

## Runda kwalifikacyjna
| Universitatea Krajowa – Pobeda Prilep 1:1 i 0:1 1 10.08 2000 1:0 Papura 31, 1:1 Zdravevski 88 2 24.08 2000 0:1 Zdravovski 78 |
| SS Folgore – FC Basel 1:5 i 0:7 1 10.08 2000 0:1 Tchouga 10, 0:2 Tchouga 20, 0:3 Muff 38, 0:4 Aziawonou 60, 0:5 Magro 80, 1:5 Zanotti 81 2 24.08 2000 0:1 Muff 7, 0:2 Magro 19, 0:3 Magro 21, 0:4 Cantaluppi 31, 0:5 Tholot 39, 0:6 Koumantarakis 81, 0:7 Tholot 85 (mecz w Zurychu)                              |
| Neftçi PFK – ND Gorica 1:0 i 1:3 1 10.08 2000 1:0 Husejnow 1 2 24.08 2000 0:1 Zlogar 11, 1:1 Mosajew 62, 1:2 Zlogar 88, 1:3 Gutalj 90 |
| Rapid Wiedeń – Teuta Durrës 2:0 i 4:0 1 10.08 2000 1:0 R. Wagner 51, 2:0 Schottel 78 2 24.08 2000 1:0 Lagonikakis 20, 2:0 R. Wagner 25, 3:0 R. Wagner 65, Wetl 78 (mecz w Tiranie) |
| Club Brugge – Tallinna FC Flora 4:1 i 2:0 1 9.08 2000 0:1 Saviauk 21, 1:1 Fadiga 41k, 2:1 Fadiga 53k, 3:1 Mendoza 79, 4:1 Verheyen 83 2 23.08 2000 1:0 Vermant 24, 2:0 Martens 82 |
| Íþróttabandalag Vestmannaeyja – Heart of Midlothian FC 0:2 i 0:3 1 10.08 2000 0:1 Severin 49, 0:2 Jackson 67 2 24.08 2000 0:1 McSwegan 6, 0:2 Tomaschek 19, 0:3 O’Neill 39 |
| Akademisk BK – B36 Tórshavn 8:0 i 1:0 1 10.08 2000 1:0 Michaelsen 33, 2:0 Johansen 45, 3:0 Daugaard 47, 4:0 Sule 57, 5:0 Sule 58, 6:0 Rasmussen 67, 7:0 Bjur 68, 8:0 Michaelsen 69 2 24.08 2000 1:0 A. Nielsen 70                                                                                                 |
| Coleraine F.C. – Örgryte IS 1:2 i 0:1 1 10.08 2000 0:1 Honiborg 8, 1:1 McGlaughlin 59, 1:2 Johansson 80 2 24.08 2000 0:1 Kulm 45 |
| Ararat Erywań – 1. FC Košice 2:3 i 1:1 1 10.08 2000 0:1 Barsegjan 15s, 1:1 Migojan 53k, 1:2 Lubarski 54, 1:3 Oravec 84, 2:3 Mosropjan 90 (mecz w Giumri) 2 24.08 2000 0:1 Lubarski 66, 1:1 Migoyan 75k (mecz w Bratysławie)                                                                                       |
| Napredak Kruševac – Viljandi Tulevik 5:1 i 1:1 1 10.08 2000 1:0 Bolić 4, 2:0 Bolić 21, 3:0 Kojicić 23, 4:0 Kojicić 45, 4:1 Ustncki 41, 5:1 Kojicić 82k 2 24.08 2000 0:1 Ustncki 37, 1:1 Belić 45 (mecz w Valga)                                                                                                   |
| MTK Budapeszt – FC Jokerit 1:0 i 4:2 1 10.08 2000 1:0 Ules 7 2 24.08 2000 1:0 Ferenczi 20, 2:0 Illés 60k, 2:1 Hurulainen 70, 3:1 Kuttor 75, 3:2 Sumíala 83, 4:2 Kuttor 89 |
| Worskła Połtawa – Rabotnički Skopje 2:0 i 2:0 1 10.08 2000 1:0 Kobzar 34, 2:0 Melaszczenko 65 2 24.08 2000 1:0 Melaszczenko 11, Kobzar 49 |
| Íþróttabandalag Akraness – KAA Gent 0:3 i 2:3 1 8.08 2000 0:1 Schepens 32, 0:2 Pedersen 78, 0:3 Oleoso 90 (mecz w Reykjavíku) 2 24.08 2000 1:0 Hinriksson 8, 1:1 Kaklamanos 16, 1:2 Reynisson 43, 2:2 Kaklamanos 72, 2:3 Cipi 63                                                                                  |
| Bangor City – Halmstads BK 0:7 i 0:4 1 10.08 2000 0:1 R. Andersson 28, 0:2 M, Svensson 30, 0:3 Arvrdsson 43, 0:4 Selakovic 50, 0:5 Selakovic 81, 0:6 B. Carlsson 86, 0:7 Bertilsson 89 (mecz we Wrexham) 2 24.08 2000 0:1 Arvidsson 6, 0:2 Arvidsson 25, 0:3 Bortilsson 34k, 0:4 Selakovic 77                     |
| FK Ventspils – Vasas SC 2:1 i 1:3 (dog) 1 10.08 2000 1:0 Landinev 17, 2:0 Landinev 43, 2:1 Szili 88 2 24.08 2000 1:0 Bezdorodov 6, 1:1 Kabat 15, 1:2 Beko 75, 1:3 Beko 120 |
| Jeunesse Esch – Celtic F.C. 0:4 i 0:7 1 10.08 2000 0:1 Moravčik 37, 0:2 Moravčik 58. 0:3 H. Larsson 61, 0:4 Petta 81 (mecz w Luksemburgu) 2 24.08 2000 0:1 Burchill 12, 0:2 Burchill 14, 0:3 Burchill 15, 0:4 Berkovich 22, 0:5 Berkovich 46, 0:6 Riseth 52, 0:7 Berkovich 71                                     |
| FK Drnovice – Budućnost Banovići 3:0 i 1:0 1 10.08 2000 1:0 Zavadil 47, 2:0 Cupak 65, 3:0 Cupak 72 2 24.08 2000 1:0 Gomes 69 |
| KF Tomori – APOEL FC 2:3 i 0:2 1 10.08 2000 0:1 Obiku 23, 0:2 Skonc 25, 0:3 Yiasoumis 37k, 1:3 Lako 62, 2:3 Fani 90 (mecz w Tiranie) 2 24.08 2000 0:1 Yiasoumis 23, 0:2 Obiku 30 |
| Rapid Bukareszt – Mika Asztarak 3:0 i 0:1 1 10.08 2000 1:0 lencsi 37, 2:0 Maldarasanu 40, 3:0 Constantin 88 2 24.08 2000 0:1 Nikoljan 84 (mecz w Giumri) |
| Georgia Tbilisi – Beitar Jerozolima 0:3 i 1:1 1 10.08 2000 0:1 Mizrahi 32, 0:2 Ganon 61, 0:3 Rosso 90 2 24.08 2000 0:1 Sándor 47, 1:1 Mechadze 66 |
| Omonia Nikozja – Neftochimik Burgas 0:0 i 1:2 1 10.08 2000 2 24.08 2000 0:1 Timnew 15, 1:1 V. Mihajlović 36, 1:2 Timnew 44 |
| FK Željezničar – Wisła Kraków 0:0 i 1:3 1 10.08 2000 2 24.08 2000 0:1 Frankowski 24, 1:1 Muharemović 34, 1:2 Frankowski 54, 1:3 Frankowski 59 |
| Sheriff Tyraspol – Olimpija Lublana 0:0 i 0:3 1 10.08 2000 2 24.08 2000 0:1 Oslaj 30, 0:2 Oslaj 70, 0:3 Elmerotić 90 |
| Kəpəz Gəncə – Antalyaspor 0:2 i 0:5 1 8.08 2000 0:1 Kinali 37, 0:2 Anjolovic 52 (mecz w Baku) 2 24.08 2000 0:1 Kinali 4, 0:2 Musić 51, 0:3 Çakır 67, 0:4 Kariklar 74, 0:5 Musić 88 |
| Žalgiris Wilno – Ruch Chorzów 2:1 i 0:6 1 10.08 2000 0:1 Paluch 14, 1:1 Saulenas 34, 2:1 Vileniskis 54 2 24.08 2000 0:1 Jikia 14, 0:2 Paluch 15, 0:3 Bizacki 37, 0:4 Jikia 45, 0:5 Surma 78, 0:6 Mizia 88 |
| Aberdeen F.C. – Bohemian F.C. 1:2 i 1:0 1 10.08 2000 1:0 Winters 62, 1:1 Mäher 82, 1:2 Molloy 90k 2 24.08 2000 1:0 Morrison 69s |
| GÍ Gøta – IFK Norrköping 0:2 i 1:2 1 10.08 2000 0:1 Bjurström 55, 0:2 Bergström 86 (mecz w Tórshavn) 2 24.08 2000 0:1 Flödström 41, 1:1 Olsen 50, 1:2 Par Andersson 57 |
| Liepājas Metalurgs – SK Brann 1:1 i 0:1 1 10.08 2000 0:1 Karadas 5, 1:1 Sołonichin 80k 2 24.08 2000 0:1 Ražanauskas 69 |
| Sławija Mozyrz – Maccabi Hajfa 1:1 i 0:0 1 10.08 2000 0:1 Katan 47, 1:1 Szutow 60 2 24.08 2000 |
| Slovan Bratysława – Lokomotiwi Tbilisi 2:0 i 2:0 1 10.08 2000 1:0 Jančula 38, 2:0 Hrnčar 70k 2 24.08 2000 1:0 Meszaros 37, 2:0 Gogh 80 |
| Sliema Wanderers – FK Partizan 2:1 i 1:4 1 10.08 2000 1:0 Sylla 10, 1:1 S. Ilić 34, 2:1 Busuttil 73 (mecz w Ta’ Qali) 2 24.08 2000 0:1 S. Ilić 4k, 0:2 S. Ilić 32, 0:3 S. Ilić 45k, 0:4 Ranković 59, 1:4 Turner 80                                                                                                |
| Constructorul Kiszyniów – CSKA Sofia 2:3 i 0:8 1 10.08 2000 0:1 Berbatow 10, 0:2 Berbatow 25, 1:2 Drnce 30, 2:2 Zabolotny 83, 2:3 Mirczew 89 (mecz w Speia) 2 24.08 2000 0:1 Janczew 16k, 0:2 S. Petrow 18k, 0:3 Berbatow 36, 0:4 Berbatow 40, 0:5 Berbatow 43, 0:6 Berbatow 55, 0:7 Berbatow 78, 0:8 Yanev 83    |
| AIK Fotboll – FK Homel 1:0 i 2:0 1 10.08 2000 1:0 Tjernström 27 2 24.08 2000 1:0 Alm 76, 2:0 Mattiansson 87k (mecz w Mińsku) |
| Helsingin Jalkapalloklubi – CS Grevenmacher 4:1 i 0:2 1 10.08 2000 1:0 Rafael 3, 2:0 Roiha 17, 2:1 Huss 56, 3:1 Jeremienko 78, 4:1 Haarala 83 (mecz w Vantaa) 2 24.08 2000 0:1 Rodrigues 57, 0:2 Thill 90 (mecz w Luksemburgu)                                                                                    |
| Glentoran F.C. – Lillestrøm SK 0:3 i 0:1 1 10.08 2000 0:1 Powell 20, 0:2 Bernstein 37k, 0:3 Sundgot 53 2 24.08 2000 0:1 Powell 60 |
| Ekranas Poniewież – Lierse SK 0:3 i 0:4 1 10.08 2000 0:1 Claeys 5, 0:2 van Meir 10k, 0:3 Cavens 79 2 24.08 2000 0:1 Claeys 7, 0:2 Snockx 47, 0:3 Spiteri 59, 0:4 Snockx 89 (mecz w Westerlo) |
| Boavista FC – Barry Town 2:0 i 3:0 1 10.08 2000 1:0 Silva 21, 2:0 Rogério 40 2 24.08 2000 1:0 Rogério 13, 2:0 Brown 55s, 3:0 E. Sánchez 60 |
| Constel·lació Esportiva – Rayo Vallecano 0:10 i 0:6 1 10.08 2000 0:1 Michel 12, 0:2 Cembranos 27, 0:3 Bolić 31, 0:4 Bolo 35, 0:5 Bolić 39, 0:6 Bolo 42, 0:7 Bolić 60, 0:8 Michel 66, 0:9 Bolić 67, 0:10 Sanz 72 2 24.08 2000 0:1 Cembranos 20, 0:2 Bolo 41, 0:3 Bolo 54, 0:4 Sanz 56, 0:5 Michel 72, 0:6 Bolić 90 |
| Lausanne Sports – Cork City 1:0 i 1:0 1 10.08 2000 1:0 Horjak 89 2 24.08 2000 1:0 Gobet 61 |
| NK Rijeka – Valletta 3:2 i 5:4 (dog) 1 10.08 2000 0:1 Giglio 19, 1:1 A. Mijatovic 29, 2:1 A. Mijatovic 53, 2:2 Cretan 86, 3:2 Hasanacić 88 k 2 24.08 2000 0:1 Agius 29, 1:1 Kremenuvić 31, 1:2 Agius 49, 2:2 Milicić 53, 2:3 Agius 70, 3:3 Brajković 94, 4:3 Bonici 103s, 4:4 Cárabo 117, 5:4 Hasanacić 119       |
| Amica Wronki – FC Vaduz 3:0 i 3:3 1 10.08 2000 1:0 Kryszałowicz 33k, 2:0 Dawidowski 78, 3:0 Król 88 2 24.08 2000 0:1 Wegmann 8, 1:1 Andraszak 13, 2:1 Król 23, 2:2 Ślekys 42, 2:3 Polverino 75k, 3:3 Zieńczuk 83                                                                                                  |

## I runda
| Zimbru Kiszyniów – Hertha BSC 1:2 i 0:2 1 14.09 2000 1:0 Epureanu 1, 1:1 Preetz 25, 1:2 Daei 64 2 28.09 2000 0:1 Hartmann 23, 0:2 Daei 36 |
| Antalyaspor – Werder Brema 2:0 i 0:6 1 14.09 2000 1:0 Gaudino 43, 2:0 Birlik 68 2 28.09 2000 0:1 Wicky 3, 0:2 Bode 41, 0:3 Stalteri 51, 0:4 Ailton 55, 0:5 Ailton 58, 0:6 Ailton 64 |
| Bohemian F.C. – 1. FC Kaiserslautern 1:3 i 1:0 1 11.09 2000 0:1 Reich 71, 0:2 Christow 75, 0:3 Tare 79, 1:3 Crowe 90 2 28.09 2000 1:0 Crowe 37 |
| VfB Stuttgart – Heart of Midlothian 1:0 i 2:3 1 14.09 2000 1:0 Bałakow 34 2 28.09 2000 0:1 Naysmith 17, 1:1 Hosny 38, 2:1 Bordon 58, 2:2 Pétrie 61, 2:3 Cameron 83k |
| FK Drnovice – TSV 1860 Monachium 0:0 i 0:1 1 12.09 2000 2 26.09 2000 0:1 Kurz 72 |
| Lokomotiw Moskwa – Neftochimik Burgas 4:2 i 0:0 1 14.09 2000 0:1 R. Petrow 9, 1:1 Sarkisjan 20, 2:1 Cymbalar 32, 2:2 Timniew 56, 3:2 Z. Dżanasza 63, 4:2 Pimionow 65 2 28.09 2000 |
| IFK Norrköping – Slovan Liberec 2:2 i 1:2 1 12.09 2000 1:0 Flodström 33, 1:1 Lazzaro Liuni 70, 1:2 Nezmar 77, 2:2 Par Andersson 79 2 28.09 2000 1:0 Bergström 54, 1:1 Juli 62, 1:2 Nezmar 63                                                                                           |
| Rapid Bukareszt – Liverpool F.C. 0:1 i 0:0 1 14.09 2000 0:1 Barmby 29 2 28.09 2000 |
| FC Zürich – KRC Genk 1:2 i 0:2 1 14.09 2000 0:1 Paas 53, 1:1 Bartlett 65, 1:2 Ban 89 2 28.09 2000 0:1 Daerden 31, 0:2 Hendrikx 90 |
| Olimpija Lublana – RCD Espanyol 2:1 i 0:2 1 14.09 2000 1:0 Jukić 14, 2:0 Raković 44, 2:1 Galea 44 2 28.09 2000 0:1 Posse 15, 0:2 Martínez 25 |
| Worskła Połtawa – Boavista FC 1:2 i 1:2 1 14.09 2000 1:0 Melaszczenko 38, 1:1 Jorge Couto 50, 1:2 Whelliton 89 2 28.09 2000 0:1 F. Sánchez 28, 0:2 Meló Rógerio 37k, 1:2 Onopko 47 |
| Brøndby IF – NK Osijek 1:2 i 0:0 1 14.09 2000 0:1 Gaspar 32, 1:1 M. Jonsson 39, 1:2 Mitu 56 2 28.09 2000 |
| Ruch Chorzów – Inter Mediolan 0:3 i 1:4 1 14.09 2000 0:1 Seedorf 62, 0:2 Recoba 66, 0:3 Rob. Keane 71 2 28.09 2000 0:1 Recoba 6, 0:2 Seedorf 41, 1:2 Skwara 85, 1:3 Seedorf 87, 1:4 Colombo 89                                                                                         |
| Pobeda Prilep – AC Parma 0:2 i 0:4 1 14.09 2000 0:1 Sergio Conceiçao 23, 0:2 Di Vaio 74 (mecz w Skopje) 2 28.09 2000 0:1 Montano 39, 0:2 Bonazzoli 53, 0:3 Bonazzoli 80, 0:4 Di Vaio 88                                                                                                |
| Lausanne Sports – Torpedo Moskwa 3:2 i 2:0 1 14.09 2000 0:1 Gaszkin 13, 1:1 Kużba 22, 1:2 Litwinow 33, 2:2 Kużba 48, 3:2 Mazzoni 51 2 28.09 2000 1:0 Kużba 26, 2:0 Puco 62 |
| Celta Vigo – NK Rijeka 0:0 i 1:0 (dog) 1 14.09 2000 2 28.09 2000 1:0 Djorovic 112 |
| Leicester City – FK Crvena zvezda 1:1 i 1:3 1 14.09 2000 0:1 Acimović 2, 1:1 Taggart 43 2 28.09 2000 0:1 Drulić 22, 1:1 Izzot 42, 1:2 Gvozdenovic 47, 1:3 Drulić 71 (mecz w Wiedniu)                                                                                                   |
| Roda JC Kerkrade – Inter Bratysława 0:2 i 1:2 1 14.09 2000 0:1 S. Németh 21. 0:2 Babnic 68 2 26.09 2000 0:1 Babnic 37, 0:2 S. Németh 42, 1:2 Tchoutang 53 |
| Krywbas Krzywy Róg – FC Nantes 0:1 i 0:5 1 14.09 2000 0:1 Ziani 81 2 28.09 2000 0:1 Moldovan 8, 0:2 Moldovan 34, 0:3 da Rocha 35, 0:4 Moldovan 55, 0:5 Gillot 64 |
| PAOK FC – Beitar Jerozolima 3:1 i 3:3 1 14.09 2000 0:1 Hamar 39, 1:1 Camps 44, 2:1 Cohén 48s, 3:1 Nalitzis 55 2 28.09 2000 1:0 Katsampis 5. 2:0 Nalitzis 43, 2:1 Sivila 45, 2:2 Abuksis 54, 2:3 Sivila 61, 3:3 Konstantinidis 90                                                       |
| Slavia Praga – Akademisk BK 3:0 i 2:0 1 14.09 2000 1:0 Kuchar 29, 2:0 Kuchar 73, 3:0 T. Došek 84 2 28.09 2000 1:0 Dostalek 46, 2:0 T. Došek 90 |
| Rapid Wiedeń – Örgryte IS 3:0 i 1:1 1 12.09 2000 1:0 R. Wagner 20, 2:0 Savičevic 27, 3:0 Ratajczyk 79 2 28.09 2000 1:0 R. Wagner 20, 1:1 Johanesson 72 |
| KAA Gent – AFC Ajax 0:6 i 0:3 1 12.09 2000 0:1 S. Arweładze 16, 0:2 Knopper 40, 0:3 Knopper 69, 0:4 Gronkjar 74, 0:5 van der Vaar 82, 0:6 van der Gun 84 2 28.09 2000 0:1 van der Gun 27, 0:2 van der Gun 58, 0:3 van der Vaar 85                                                      |
| Lillestrøm SK – Dinamo Moskwa 3:1 i 1:2 1 14.09 2000 1:0 Kristinsson 8, 2:0 Kristinsson 13, 2:1 Ma. Romaszczenko 42, 3:1 Kihlberg 68 2 28.09 2000 0:1 Ma. Romashchenko 26, 1:1 Sundgot 44, 1:2 Sztaniuk 44                                                                             |
| 1. FC Košice – Grazer AK 2:3 i 0:0 1 12.09 2000 1:0 Zvara 53, 1:1 Akwuegbu 57, 2:1 Jainbor 75, 2:2 Standfest 83, 2:3 Pamić 90 2 26.09 2000 |
| CSKA Sofia – MTK Budapeszt 1:2 i 1:0 1 14.09 2000 1:0 Janew 6, 1:1 Ferenczi 50, 1:2 Kuttor 69 2 28.09 2000 1:0 Mirczew 86 |
| Deportivo Alavés – Gaziantepspor 0:0 i 4:3 1 14.09 2000 2 28.09 2000 0:1 Yigit 13, 1:1 Iván Alonso 30, 1:2 Polat 35, 2:2 L. Tomić 55, 3:2 Javi Moreno 72, 4:2 L. Tomić 79, 4:3 Erhan 90                                                                                                |
| Tirol Innsbruck – AC Fiorentina 3:1 i 2:2 1 14.09 2000 1:0 Gilewicz 28, 2:0 Baur 45, 3:0 Gilewicz 49, 3:1 P. Mijatovic 54 2 28.09 2000 1:0 Mair 18, 1:1 P. Mijatovic 22, 1:2 Leandro 62, 2:2 Gilewicz 88                                                                               |
| Club Brugge – APOEL FC 2:0 i 1:0 1 14.09 2000 1:0 Simons 37, 2:0 Mendoza 62 2 28.09 2000 1:0 Mendoza 21 |
| CSKA Moskwa – Viborg FF 0:0 i 0:1 (dog) 1 14.09 2000 2 26.09 2000 0:1 Kaergaard 100 (mecz w Silkeborg) |
| Celtic F.C. – Helsingin Jalkapalloklubi 2:0 i 1:2 (dog) 1 14.09 2000 1:0 H. Larsson 15, 2:0 H. Larsson 26 2 28.09 2000 0:1 Roiha 41, 0:2 Roiha 77, 1:2 Sutton 108 |
| FC Gueugnon – Iraklis 0:0 i 0:1 1 14.09 2000 2 28.09 2000 0:1 M. Konstantinou 77 |
| Chelsea F.C. – FC Sankt Gallen 1:0 i 0:2 1 14.09 2000 1:0 Panucci 24 2 28.09 2000 0:1 S. Müller 28, 0:2 Ch. Ainoah 34 (mecz w Zurychu) |
| Real Saragossa – Wisła Kraków 4:1 i 1:4 (dog), karne 3:4 1 14.09 2000 0:1 Kałużny 12, 1:1 Acuna 30, 2:1 Saenz 54, 3:1 J. González 63, 4:1 J. González 68 2 28.09 2000 1:0 Baszczyński 5s, 1:1 Iheanacho 46, 1:2 Frankowski 53, 1:3 Moskal 60, 1:4 Frankowski 88                        |
| Molde FK – Rayo Vallecano 0:1 i 1:1 1 14.09 2000 0:1 Bolo 16 2 28.09 2000 0:1 Michel 38, 1:1 Hulskei 74 |
| ND Gorica – AS Roma 1:4 i 0:7 1 14.09 2000 0:1 Delvecchio 17, 0:2 Delvecchio 19, 1:2 Žlogar 29, 1:3 Delvecchio 49, 1:4 Samuel 41 2 28.09 2000 0:1 Samuel 8, 0:2 Montolla 11, 0:3 Montolla 19, 0:4 Delvecchio 23, 0:5 Totti 41, 0:6 Totti 47, 0:7 Batistuta 66                          |
| AIK Fotboll – Herfølge BK 0:1 i 1:1 (dog) 1 14.09 2000 0:1 Falck 25 2 28.09 2000 1:0 Novaković 51, 1:1 John Jensen 90 |
| SBV Vitesse – Maccabi Hajfa 3:0 i 1:2 1 14.09 2000 1:0 Martel 19, 2:0 Peeters 63, 3:0 M. Amoah 90 2 28.09 2000 0:1 Zano 68, 0:2 Atar 87, 1:2 M. Amoah 89 |
| Vasas SC – AEK Ateny 2:2 i 0:2 1 12.09 2000 0:1 Peto 47s, 0:2 Nikolaidis 50, 1:2 Peto 89, 2:2 Komodi 90 2 28.09 2000 0:1 Maladenis 28, 0:2 Nikolaidis 30 |
| FK Partizan – FC Porto 1:1 i 0:1 1 14.09 2000 1:0 Ranković 24, 1:1 Jesús 89 2 28.09 2000 0:1 Drulović 88 |
| Ałanija Władykaukaz – Amica Wronki 0:3 i 0:2 1 14.09 2000 0:1 Kryszałowicz 44, 0:2 Król 49, 0:3 Zieńczuk 90 2 28.09 2000 0:1 Kryszałowicz 39, 0:2 Sobociński 73 |
| Halmstads BK – SL Benfica 2:1 i 2:2 1 14.09 2000 1:0 M. Svensson 36, 1:1 van Hooijdonk 40, 2:1 Selaković 57 2 28.09 2000 0:1 van Hooijdonk 24, 1:1 Gustafsson 32, 2:1 Solaković 88, 2:2 Monteiro 90                                                                                    |
| Dunaferr SE – Feyenoord 0:1 i 1:3 1 14.09 2000 0:1 Molnar 60s (mecz w Győr) 2 28.09 2000 0:1 de Haan 16, 0:2 Korniejew 47, 0:3 van Vossen 83, 1:3 Tökoli 87 |
| Lierse SK – Girondins Bordeaux 0:0 i 1:5 1 12.09 2000 2 26.09 2000 0:1 Pauleta 24, 0:2 Pauleta 46, 0:3 Foindouno 58, 1:3 Cavens 60, 1:4 Foindouno 73, 1:5 Pauleta 90 |
| Polonia Warszawa – Udinese Calcio 0:1 i 0:2 1 14.09 2000 0:1 Warley 56 (mecz w Płocku) 2 26.09 2000 0:1 Walem 32, 0:2 Muzzi 89 |
| FC Basel – SK Brann 3:2 i 4:4 1 12.09 2000 1:0 Magro 7, 1:1 Helstad 7, 1:2 Ludvigsen 47, 2:2 Tchouga 53, 3:2 Kreuzer 86 (mecz w Zurychu) 2 28.09 2000 0:1 Karadas 4, 0:2 Brendesaether 8, 1:2 Tchouga 19, 1:3 Terohov 30, 1:4 Karadas 40, 2:4 Wassberg 58, 3:4 Kreuzer 60, 4:4 Muff 90 |
| Napredak Kruševac – OFI Kreta 0:0 i 0:6 1 14.09 2000 2 28.09 2000 0:1 Pereira da Silva 12, 0:2 lordanidis 20, 0:3 Gómez 23, 0:4 Digozis 35, 0:5 Pereira da Silva 45, 0:6 Gómez 50 |
| Slovan Bratysława – Dinamo Zagrzeb 0:3 i 1:1 1 14.09 2000 0:1 Mujčin 38, 0:2 I. Cvitanović 61, 0:3 Pilipović 90 2 28.09 2000 1:0 Sodlak 5, 1:1 Mujčin 70 |

## II runda
| Hertha BSC – Amica Wronki 3:1 i 1:1 1 26.10 2000 1:0 Preetz 8, 2:0 Beinlich 46, 3:0 Reiss 65, 3:1 Piskuła 88 2 7.11 2000 0:1 Król 54, 1:1 Veit 63 |
| Werder Brema – KRC Genk 4:1 i 5:2 1 24.10 2000 1:0 Ernst 16, 2:0 Herzog 28, 2:1 Sonck 35, 3:1 Baumann 56, 4:1 Bode 72 2 9.11 2000 1:0 Pizarro 24, 1:1 Thijs 26, 2:1 Pizarro 27k, 3:1 Pizarro 44, 3:2 Zokora 57, 4:2 Stalteri 73, 5:2 Maksimow 80 |
| Inter Mediolan – SBV Vitesse 0:0 i 1:1 1 26.10 2000 2 9.11 2000 0:1 Peeters 14, 1:1 D. Simić 80 |
| FK Crvena zvezda – Celta Vigo 1:0 i 0:3vo 1 26.10 2000 1:0 Drulić 62 2 9.11 2000 1:0 Drulić 14, 1:1 Catanha 22, 2:1 Drulić 38, 2:2 López 49k, 2:3 McCarthy 55, 2:4 G. López 65k, 2:5 Catanha 70, 3:5 Drulić 90 drugi mecz zakończył się wynikiem 3:5, jednak został później zweryfikowany na walkower 0:3 z powodu dwóch nieuprawnionych graczy w klubie Crvena zvezda |
| NK Osijek – Rapid Wiedeń 2:1 i 2:0 1 24.10 2000 1:0 Bjelica 27, 1:1 Radović 37, 2:1 Bjelica 90k 2 7.11 2000 1:0 Bjelica 14, 2:0 Jukić 90 |
| OFI Kreta – Slavia Praga 2:2 i 1:4 1 26.10 2000 0:1 Necas 30, 1:1 Kolitsidakis 42, 1:2 Rada 70, 2:2 Mauro Silva 78 2 9.11 2000 1:0 Wilson Munoz 60, 1:1 Kuchar 62, 1:2 Zelenka 70, 1:3 Zelenka 78, 1:4 Zelenka 89 |
| AEK Ateny – Herfølge BK 5:0 i 1:2 1 26.10 2000 1:0 Nikolaidis 48, 2:0 Nikolaidis 53, 3:0 Zikos 61, 4:0 Nikolaidis 64, 5:0 Nikolaidis 75 2 7.11 2000 0:1 L. Jakobsen 1, 1:1 M. Petkow 34, 1:2 Hermansen 46k |
| FC Basel – Feyenoord 1:2 i 0:1 1 26.10 2000 0:1 Kalou 60, 1:1 Tchouga 62, 1:2 Bosvelt 84 2 9.11 2000 0:1 Kalou 3 |
| Halmstads BK – TSV 1860 Monachium 3:2 i 1:3 1 26.10 2000 1:0 M. Svensson 13, 2:0 Selakovic 34, 2:1 Max 35, 2:2 Häßler 37k, 3:2 R. Andersson 56 2 7.11 2000 0:1 Max 6, 1:1 R. Andersson 25, 1:2 Agostino 45, 1:3 Max 84 |
| AC Parma – Dinamo Zagrzeb 2:0 i 0:1 1 26.10 2000 1:0 Amoroso 61, 2:0 Amoroso 78 2 9.11 2000 0:1 Sokola 32 |
| RCD Espanyol – Grazer AK 4:0 i 0:1 1 26.10 2000 1:0 Tamudo 15, 2:0 Galea 20k, 3:0 Sergio 30, 4:0 Sergio 45 2 9.11 2000 0:1 Ehmann 65 |
| Liverpool F.C. – Slovan Liberec 1:0 i 3:2 1 26.10 2000 1:0 Heskey 87 2 9.11 2000 0:1 Stajner 9, 1:1 Barmby 32, 2:1 Heskey 76, 3:1 Owen 82, 3:2 Breda 85 |
| Lausanne Sports – AFC Ajax 1:0 i 2:2 1 26.10 2000 1:0 Mazzoni 38 2 9.11 2000 0:1 S. Arweładze 17, 1:1 Mazzoni 38, 2:1 Kuźba 77k, 2:2 van der Gun 78 |
| Wisła Kraków – FC Porto 0:0 i 0:3 1 26.10 2000 2 9.11 2000 0:1 Pena 4, 0:2 Pena 61, 0:3 Alejniczew 89 |
| Tirol Innsbruck – VfB Stuttgart 1:0 i 1:3 1 26.10 2000 1:0 Mair 54 2 9.11 2000 0:1 T. Schneider 7, 0:2 Ganea 18, 0:3 Ganea 45, 1:3 Brzęczek 62 |
| Rayo Vallecano – Viborg FF 1:0 i 1:2 1 26.10 2000 1:0 Ouevedo 18 2 9.11 2000 0:1 H. Fernández 29, 1:1 Michel 77, 1:2 H. Fernández 85 |
| FC Nantes – MTK Budapeszt 2:1 i 1:0 1 26.10 2000 0:1 Ules 28, 1:1 Ziani 63, 2:1 Gillet 73 2 9.11 2000 1:0 Monterrubio 84 |
| Udinese Calcio – PAOK FC 1:0 i 0:3 (dog) 1 24.10 2000 1:0 Margiotta 90 2 7.11 2000 0:1 Camps 72, 0:2 Camps 102, 0:3 Froussos 108 |
| Boavista FC – AS Roma 0:1 i 1:1 1 26.10 2000 0:1 Montella 74 2 9.11 2000 0:1 Nakata 9, 1:1 Silva 53 |
| Girondins Bordeaux – Celtic F.C. 1:1 i 2:1 (dog) 1 26.10 2000 1:0 Dugarry 22, 1:1 H. Larsson 24k 2 9.11 2000 0:1 Moravčik 55, 1:1 Laslandes 79, 2:1 Laslandes 114 |
| Lokomotiw Moskwa – Inter Bratysława 1:0 i 2:1 1 26.10 2000 1:0 Łoskow 38k 2 9.11 2000 1:0 Czugajnow 31, 1:1 Cisovský 47, 2:1 Z. Dżanaszija 69 |
| Iraklis – 1. FC Kaiserslautern 1:3 i 3:2 1 23.10 2000 0:1 Klose 7, 0:2 Christow 35, 1:2 M. Konstantinou 47k, 1:3 Tavlaridis 64s 2 9.11 2000 0:1 H. Koch 25k, 0:2 Djorkaeff 29, 1:2 M. Konstantinou 54, 2:2 M. Konstantinou 89, 3:2 Fofonka 90 |
| Club Brugge – FC Sankt Gallen 2:1 i 1:1 1 26.10 2000 0:1 Ch. Amoah 28, 1:1 Lembi 53k, 2:1 Vermant 76k 2 9.11 2000 0:1 Ch. Amoah 20, 1:1 Mendoza 90 |
| Lillestrøm SK – Deportivo Alavés 1:3 i 2:2 1 26.10 2000 0:1 Begona 2, 0:2 Téllez 22, 0:3 Contra 47, 1:3 Heiland 84 2 9.11 2000 0:1 Magno 1, 1:1 Strand 4, 2:1 Sogaard 50, 2:2 Epitie 70 |

## III runda
| Rangers – 1. FC Kaiserslautern 1:0 i 0:3 1 30.11 2000 1:0 Albertz 88 2 7.12 2000 0:1 Hose 8, 0:2 Buck 65, 0:3 Lokvenc 79 |
| NK Osijek – Slavia Praga 2:0 i 1:5 1 23.11 2000 1:0 Turković 33, 2:0 Neretljak 82 2 7.12 2000 0:1 T. Došek 15, 0:2 Zelenka 28, 1:2 Turković 45, 1:3 T. Došek 53, 1:4 Zelenka 88, 1:5 Kuchar 90                                               |
| Bayer 04 Leverkusen – AEK Ateny 4:4 i 0:2 1 23.11 2000 0:1 Laids 5, 1:1 Kirsten 25, 2:1 Kirsten 42, 2:2 Navas 46, 3:2 R. Kovac 48, 3:3 Tsartas 55k, 3:4 Navas 79, 4:4 Ramelow 90 2 7.12 2000 0:1 Navas 17, 0:2 Tsartas 49                    |
| Club Brugge – FC Barcelona 0:2 i 1:1 1 23.11 2000 0:1 Rivaldo 24, 0:2 Kluivert 31 2 7.12 2000 0:1 Rivaldo 17k, 1:1 Verheyen 27 |
| Hertha BSC – Inter Mediolan 0:0 i 1:2 1 21.11 2000 2 7.12 2000 0:1 Recoba 6, 1:1 Tretschok 54, 1:2 Hakan Sükür 89 |
| FC Nantes – Lausanne Sports 4:3 i 3:1 1 23.11 2000 1:0 Moldovan 18, 1:1 Kużba 40k, 2:1 Monterrubio 43, 2:2 Mazzoni 53, 2:3 Kużba 69, 3:3 Puce 73s, 4:3 Gillet 86 2 7.12 2000 1:0 Ziani 25, 1:1 Lombardo 51, 2:1 Moldovan 60, 3:1 Carriere 90 |
| Deportivo Alavés – Rosenborg BK 1:1 i 3:1 1 23.11 2000 1:0 Javi Moreno 56, 1:1 F. Johnsen 80 2 7.12 2000 1:0 B. Johnsen 18s, 2:0 Vučko 37, 3:0 Javi Moreno 62, 3:1 Skammelsrud 89k                                                           |
| Feyenoord – VfB Stuttgart 2:2 i 1:2 1 23.11 2000 1:0 Tomasson 10, 1:1 Dundee 36, 2:1 Leonardo 45, 2:2 Ganea 75 2 5.12 2000 0:1 Meissner 29, 1:1 Pauwee 71, 1:2 Bałakow 90k                                                                   |
| AC Parma – TSV 1860 Monachium 2:2 i 2:0 1 23.11 2000 1:0 Appiah 2, 2:0 Micoud 11, 2:1 Tyce 79, 2:2 Beierle 90 2 5.12 2000 1:0 Amoroso 74k, 2:0 Sergio Conceiçao 86                                                                           |
| Girondins Bordeaux – Werder Brema 4:1 i 0:0 1 23.11 2000 0:1 Pizarro 15, 1:1 Dugarry 20, 2:1 Battles 40, 3:1 Wilmots 66, 4:1 Wilmots 76 2 7.12 2000                                                                                          |
| Szachtar Donieck – Celta Vigo 0:0 i 0:1 1 23.11 2000 2 7.12 2000 0:1 Catanha 28 |
| PSV Eindhoven – PAOK FC 3:0 i 1:0 1 23.11 2000 1:0 Bruggink 4, 2:0 Kežman 15, 3:0 Kežman 44 2 7.12 2000 1:0 Bruggink 44 |
| AS Roma – Hamburger SV 1:0 i 3:0 1 23.11 2000 1:0 Guigou 33 2 7.12 2000 1:0 Aldair 29, 2:0 Delvecchio 58, 3:0 Samuel 60 |
| Olympiakos SFP – Liverpool F.C. 2:2 i 0:2 1 23.11 2000 0:1 Barmby 38, 1:1 Alexandris 64, 1:2 Gerrard 67, 2:2 Alexandris 90 2 7.12 2000 0:1 Heskey 28, 0:2 Barmby 60                                                                          |
| Lokomotiw Moskwa – Rayo Vallecano 0:0 i 0:2 1 23.11 2000 2 7.12 2000 0:1 Bolić 65, 0:2 Alcázar 68 |
| RCD Espanyol – FC Porto 0:2 i 0:0 1 23.11 2000 0:1 Drulović 47, 0:2 Peña 72 2 7.12 2000 |

## IV runda
| FC Porto – FC Nantes 3:1 i 1:2 1 15.02 2001 0:1 Ahamada 14, 1:1 Esguerdinha 17k, 2:1 Gillet 58s, 3:1 Secretario 87 2 22.02 2001 1:0 Peña 35, 1:1 M. Vahirua 68, 1:2 Armand 74                          |
| AEK Ateny – FC Barcelona 0:1 i 0:5 1 15.02 2001 0:1 Luis Enrigue 41 2 22.02 2001 0:1 Luis Enrique 22, 0:2 Luis Enrique 31, 0:3 Rivaldo 57, 0:4 Luis Enrique 60, 0:5 Gerard 87k                         |
| VfB Stuttgart – Celta Vigo 0:0 i 1:2 1 15.02 2001 2 22.02 2001 0:1 Karpin 6, 1:1 Blank 45, 1:2 Mostowoj 85                                                                                             |
| AS Roma – Liverpool F.C. 0:2 i 1:0 1 15.02 2001 0:1 Owen 46, 0:2 Owen 72 2 22.02 2001 1:0 Guigou 70 |
| Deportivo Alavés – Inter Mediolan 3:3 i 2:0 1 15.02 2001 1:0 Javi Moreno 43, 1:1 Recoba 45, 1:2 Recoba 50, 1:3 Vieri 65, 2:3 Téllez 70, 3:3 Ivan Alonso 73 2 22.02 2001 1:0 Cruyff 78, 2:0 I. Tomić 83 |
| PSV Eindhoven – AC Parma 2:1 i 2:3 1 15.02 2001 1:0 Ooijer 24, 1:1 Mboma 67, 2:1 Rommedahl 73 2 22.02 2001 1:0 Rommedahl 32, 2:0 Kežman 45, 2:1 Milošević 64k, 2:2 Milošević 69, 2:3 Montano 90        |
| Slavia Praga – 1. FC Kaiserslautern 0:0 i 0:1 1 15.02 2001 2 22.02 2001 0:1 Lokvenc 59 |
| Rayo Vallecano – Girondins Bordeaux 4:1 i 2:1 1 15.02 2001 0:1 Laslandes 2, 1:1 de Quintana 19, 2:1 Bolić 73, 3:1 Ouevedo 82, 4:1 Michel 90 2 22.02 2001 1:0 Cembranos 20k, 1:1 Mingo 24s, 2:1 Bolo 50 |

## 1/4 finału
| 1. FC Kaiserslautern – PSV Eindhoven 1:0 i 1:0 1 8.03 2001 1:0 H. Koch 31k 2 15.03 2001 1:0 Basler 71k drugi mecz został przerwany na 16 minut z powodu zamieszek na trybunach                |
| FC Barcelona – Celta Vigo 2:1 i 2:3 1 8.03 2001 1:0 Kluivert 13, 2:0 Kluivert 56, 2:1 Coira 69 2 15.03 2001 1:0 Rivaldo 29, 1:1 Catanha 34, 2:1 Rivaldo 44, 2:2 G. López 64k, 2:3 Mostowoj 90 |
| Deportivo Alavés – Rayo Vallecano 3:0 i 1:2 1 8.03 2001 1:0 Azkoilia 30, 2:0 Eggen 79, 3:0 Vučko 80 2 15.03 2001 1:0 Cruyff 19, 1:1 Ouevedo 41, 1:2 Cembranos 79k                             |
| FC Porto – Liverpool F.C. 0:0 i 0:2 1 8.03 2001 2 15.03 2001 0:1 Murphy 33, 0:2 Owen 38 |

## 1/2 finału
| FC Barcelona – Liverpool F.C. 0:0 i 0:1 1 5.04 2001 2 19.04 2001 0:1 McAllister 44k |
| Deportivo Alavés – 1. FC Kaiserslautern 5:1 i 4:1 1 5.04 2001 1:0 Contra 20k, 2:0 Contra 31k, 3:0 Cruyff 43, 4:0 Ivan Alonso 58k, 4:1 H. Koch 68k, 5:1 Magno 82 2 19.04 2001 0:1 Djorkaeff 7, 1:1 Ivan Alonso 23, 2:1 Vučko 64, 3:1 Vučko 86, 4:1 Raúl Ganan 88 |

## Finał
| 16 maja 2001 Dortmund Westfalenstadion (65 000) Liverpool F.C. – Deportivo Alavés 5:4 (4:4, 3:1) Sędzia: Gilles Veissière (Francja) Bramki: 1:0 Markus Babbel 4, 2:0 Steven Gerrard 16, 2:1 Iván Alonso 27, 3:1 Gary McAllister 41k, 3:2 Javi Moreno 48, 3:3 Javi Moreno 51, 4:3 Robbie Fowler 73, 4:4 Jordi Cruyff 89, 5:4 Delfi Gelí 116s Żółte kartki: Gary McAllister, Markus Babbel / Martín Astudillo, Martín Herrera, Cosmin Contra, Antonio Karmona, Magno Mocelin, Oscar Téllez Czerwone kartki: – / Magno Mocelin 99 (druga żółta), Antonio Karmona 116 (druga żółta) Liverpool Football Club (trener Gérard Houllier): Sander Westerveld – Jamie Carragher, Stéphane Henchoz (56 Vladimír Šmicer), Sami Hyypiä (kapitan), Markus Babbel – Steven Gerrard, Gary McAllister, Dietmar Hamann, Danny Murphy – Emile Heskey (65 Robbie Fowler), Michael Owen (79 Patrik Berger) Club Deportivo Alavés (trener José Manuel Esnal): Martín Herrera – Cosmin Contra, Antonio Karmona (kapitan), Oscar Téllez, Dan Eggen (23 Iván Alonso), Delfi Gelí – Jordi Cruyff, Ivan Tomic, Hermes Desio, Martín Astudillo (46 Magno Mocelin), Javi Moreno (65 Pablo Gómez) |